# Tropikalna spastyczna parapareza
Tropikalna spastyczna parapareza (ang. tropical spastic paraparesis, TSP) – infekcyjna choroba ośrodkowego układu nerwowego, objawiająca się przewlekłą mielopatią. Czynnikiem etiologicznym choroby jest wirus HTLV-1, ale patogeneza jest niejasna; postuluje się udział procesów autoimmunologicznych. Tropikalna spastyczna parapareza występuje endemicznie w Indiach, Afryce i na Karaibach. Objawy TSP to parestezje, bóle kończyn, osłabienie siły mięśniowej, zwłaszcza w ramionach. Niekiedy występuje nietrzymanie moczu. Rozpoznanie opiera się na stwierdzeniu charakterystycznego obrazu klinicznego i wykazaniu obecności przeciwciał anty-HTLV-1 w płynie mózgowo-rdzeniowym.